# 大円寺 (目黒区)
大円寺（だいえんじ）は、東京都目黒区下目黒一丁目にある天台宗の寺院。山号は松林山。本尊は釈迦如来。大黒天を祀り、元祖山手七福神のひとつとなっている。

## 歴史
この寺は、寛永年間（1624年 - 1644年）湯殿山修験道の行者大海が創建したのに始まると伝えられる。1772年（明和9年）2月に発生した大火（明和の大火・行人坂火事）の火元となった寺であることから、江戸幕府から再建の許可が得られなかった。江戸時代後期の1848年（嘉永元年）になって薩摩藩主島津斉興の帰依を得て、その菩提寺としてようやく再建された。明治に入り隣接した明王院がこの寺に統合されている。

## 文化財
重要文化財
- 木造釈迦如来立像

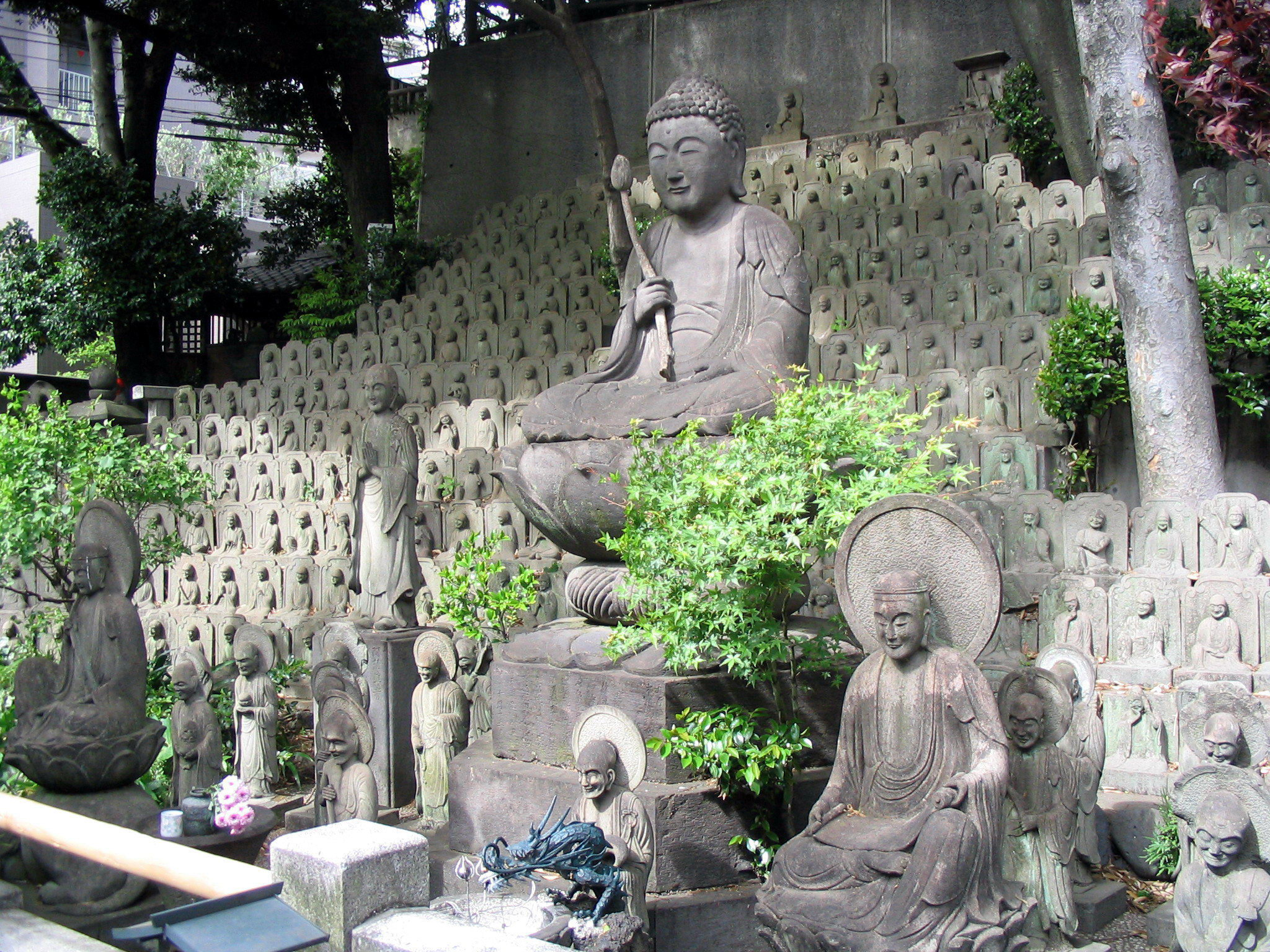
大円寺石仏群

  - 附:菊花双雀鏡1面（鏡面に「釈迦如来、建久四年十月十六日、丹治氏乙犬女」の線刻がある）
  - 附:紙本墨書紙片3枚（「丹治氏乙犬女」「記千□（歳）女」「公□氏」とある）

「三国伝来の霊像」と称される京都・清凉寺の本尊釈迦如来像を模した、いわゆる「清凉寺式」の釈迦如来像。身体の露出が少ない衣の付け方、同心円状の衣文、縄目状の頭髪など、清凉寺式釈迦如来像の典型的な様式を示す。本像は、像内納入品の銅鏡の線刻から、鎌倉時代初期の建久4年（1193年）の造立と判明する。また、像内に納入されていた宝永4年（1707年）の木札の記載により、この像は当時鎌倉の杉本寺にあったことがわかる。清凉寺式釈迦如来像の典型作であるとともに、制作年代の判明する清凉寺式釈迦如来像としては最古の作品として貴重である。
東京都指定有形文化財
- 大円寺石仏群 520躯（釈迦三尊像 3躯、十大弟子像 10躯、十六羅漢像 16躯、五百羅漢像491躯）[4]

天明年間（1780年代）、前述の目黒行人坂火事の犠牲者追悼のために作られたとされている。

## 所在地
- 東京都目黒区下目黒一丁目8番5号